# Szilágyperecsen község
Szilágyperecsen község (románul: Comuna Pericei) község Szilágy megyében, Romániában. Központja Szilágyperecsen, beosztott falvai Kisperecsentanya, Somlyószécs, Szilágybadacsony.

## Népessége
A 2011-es népszámlálás adatai alapján a község népessége 3768 fő volt.